# Разведывательное сообщество Франции
Разведывательное сообщество Франции (фр. Communauté française de renseignement) — собирательный термин для обозначения всех ныне действующих спецслужб Франции, используемый с начала 2000-х во французских военных и дипломатических кругах. Разведывательное сообщество Франции действует под общим руководством Национального совета  по разведке — подразделения
Совета по обороне и национальной  безопасности/

## Разведывательные организации

### Подведомственные министерству обороны
Подчинённые непосредственно министру:
- Главное управление внешней безопасности МО Франции (DGSE), с задачами внешней разведки и контрразведки[1];
- управление военной контрразведки МО Франции (DPSD), с задачами обеспечения  безопасности воинских частей, личного состава, сооружений и инфраструктуры Министерства обороны Республики[2].

Подчинённые Генеральному штабу ВС Франции:
- Разведывательное управление  ГШ МО Франции (DRM), отвечающее за сбор военной информации оперативного и оперативно-тактического уровня.

Кроме того, в подчинении Министерства обороны имеются следующие органы военной и войсковой разведки :
- Бригада войск РЭБ МО Франции (BRGE), которая ведёт радиоэлектронную и радиотехническую разведку в интересах Министра обороны и военного командования, а также занимается вопросами защиты военных линий связи и информационных систем.
- Центральная служба безопасности информационных систем (SCSSI), отвечающая за разработку нормативных актов и контроль в области использования правительственных шифров.

### Подведомственные министерству внутренних дел
Подчинённые непосредственно министру:
- Главное управление внутренней безопасности МВД (DGSI) создано в 2014 г., с задачами контрразведки и борьбы с терроризмом. DCRI (2008-2014) создано в результате слияния в 2008 г. Управления территориального наблюдения[англ.] МВД (DST) и отдела внутренней разведки  (CDSR) Главного управления полиции МВД.[4].

Подчинённые Главному управлению полиции МВД:
- Координационная группа по борьбе с терроризмом (UCLAT) — отвечает за координацию всех правительственных органов в сфере борьбы с терроризмом.

Подчинённые столичному управлению полиции г. Париж:
- управление внутренней разведки Главного управления полиции г. Париж (DRPP) — отвечает за борьбы с терроризмом и предотвращения нарушений общественного порядка в Париже и ближайших пригородах. Также играет вспомогательную роль в контрразведывательной деятельности МВД в столичном районе Парижа.

### Подведомственные министерству экономики
- отдел внутренней разведки Главного таможенного управления Республики (DNRED), отвечает за борьбу с контрабандой;
- отдел внутренней разведки Министерства финансов Республики (TRACFIN), отвечает за борьбу с отмыванием денег и незаконными финансовыми операциями.